# Christina Antenhofer
Christina Antenhofer (* 1973 in Bruneck) ist eine Südtiroler Historikerin.

## Leben
Christina Antenhofer wurde 1973 in der Südtiroler Stadt Bruneck geboren. Ihre Studien der Geschichte, der Germanistik, der Romanistik (Französisch) sowie Latein an den Universitäten Innsbruck, Sorbonne (Paris IV) und am Collège international de philosophie schloss sie 1999 mit zweifachem Magistertitel der Philosophie ab. Im Jahr 2000 war sie Stipendiatin des Historischen Instituts beim Österreichischen Kulturinstitut in Rom. Nach Durchführung des Projekts „Flurnamenerhebung in Südtirol“ am Institut für Germanistik der Universität Innsbruck in den Jahren 1998 bis 2003 absolvierte sie im Schuljahr 2003/04 an der Handelsakademie Innsbruck das Unterrichtspraktikum.
2004 wurde sie an der Universität Innsbruck zum Dr. phil. promoviert. Von 2004 bis 2010 war sie wissenschaftliche Mitarbeiterin am Institut für Geschichtswissenschaften und Europäische Ethnologie der Universität Innsbruck. Im Sommersemester 2011 war sie Visiting Professor an der University of New Orleans. 2009 bis 2014 folgten im Zuge ihres Habilitationsprojekts Forschungsaufenthalte in diversen Institutionen in Washington DC, Paris und München sowie in den Archiven von Mailand, Mantua, Wien und Stuttgart. Im Juli 2015 habilitierte sich Antenhofer mit einer Schrift über Mensch-Objekt-Beziehungen im Mittelalter und in der Renaissance am Beispiel der fürstlichen Höfe des süddeutschen und oberitalienischen Raums. Nachdem sie von 2010 bis 2015 an der Universität Innsbruck Assistenzprofessorin gewesen war, erfolgte dort im Juli 2015 ihre Ernennung zur assoziierten Professorin für Geschichte des Mittelalters und Historische Hilfswissenschaften. Am 1. Oktober 2018 erfolgte ihre Berufung zur Universitätsprofessorin für Mittelalterliche Geschichte an der Paris Lodron Universität Salzburg. Seit 2019 leitet sie das Interdisziplinäre Zentrum für Mittelalter und Frühneuzeit der Paris Lodron Universität Salzburg. Sie ist Ordentliches Mitglied der Europäischen Akademie der Wissenschaften und Künste (Geisteswissenschaftliche Klasse).
Die Expertise von Christina Antenhofer liegt im Gebiet der Kommunikationsgeschichte sowie der Material Culture Studies mit den Schwerpunkten Geschlechter-, Emotions- und Körpergeschichte des Mittelalters und der Renaissance. Durch ihre interdisziplinären Arbeiten hat Antenhofer vor allem zur Erforschung der Beziehungen zwischen den deutsch- und italienischsprachigen Räumen mit dem Fokus auf fürstliche Höfe beigetragen.

## Schriften (Auswahl)
- Flurnamenbuch der Gemeinde Pfalzen. Eine historische Landschaft im Spiegel ihrer Namen (= Schlern-Schriften 316). Wagner, Innsbruck 2001, ISBN 978-3-7030-0359-2.
- mit Thea Götsch: Flurnamengeschichten Vinschgau – Pustertal. Illustrationen von Christian Beirer. Studienverlag, Innsbruck-Wien-Bozen 2006, ISBN 978-3-7065-4232-6.
- Briefe zwischen Süd und Nord. Die Hochzeit und Ehe von Paula de Gonzaga und Leonhard von Görz im Spiegel der fürstlichen Kommunikation (1473–1500) (= Schlern-Schriften 336). Wagner, Innsbruck 2007, ISBN 978-3-7030-0433-9 (überarbeitete Fassung der Dissertation).
- Die Familienkiste. Mensch-Objekt-Beziehungen im Mittelalter und in der Renaissance. 2 Bde. (= Mittelalter-Forschungen 67). Thorbecke, Ostfildern 2022 (überarbeitete Fassung der Habilitationsschrift).

## Auszeichnungen und Ehrungen
- 2004: Travel grant award der Society for the Study of Early Modern Women[2]
- 2005: Preis für frauenspezifische Forschung an der Universität Innsbruck 2005 (für die Dissertation)[2]
- 2006: Preis des Fürstentums Liechtenstein für die wissenschaftliche Forschung an der Universität Innsbruck 2005 (für die Dissertation)[2]
- 2006: Contributor’s award of the Society for the Study of Early Modern Women for the best collected volume 2005: Jane Couchman/Ann Crabb: Women’s Letters Across Europe 1400–1700: Form and Persuasion. Aldershot: Ashgate 2005[2]
- 2013: Nominierung für den österreichischen Ars Docendi-Staatspreis für exzellente Lehre für das Lehrprojekt Die Verwandlung der Welt. Philosophisch-Historische Wissenschaften jenseits des Nationalstaates; Kategorie Innovative Lehrkonzepte[2]
- 2016: Forschungspreis der Stiftung Südtiroler Sparkasse (für die Habilitationsschrift)[2]
- 2017: Kardinal-Innitzer-Förderungspreis für Geisteswissenschaften
- 2022: Women in Science Award (Wissenschaftspreis des Landes Südtirol)[5]
- 2024: Österreichischer Staatspreis für Geschichtswissenschaften[6]